# Yury Trofimov
Yury Viktorovitch Trofimov (en russe : Юрий Викторович Трофимов), né le 26 janvier 1984 à Igra (en) en Oudmourtie, est un coureur cycliste russe.

## Biographie
Durant ses jeunes années, Yury Trofimov se spécialise dans le vélo tout terrain. Vice-champion du monde junior en 2002, il est sacré champion du monde espoirs de cross-country en septembre 2005 à Livigno. Simultanément, il arrive à l'Omnibike Dynamo Moscow et obtient ses premiers résultats encourageants sur route, avec des podiums au Tour du Finistère et au Tour de Serbie en 2005. Il remporte ensuite Paris-Troyes en 2006 et 2007.
Recommandé à Jean-René Bernaudeau par le coureur russe Evgueni Sokolov, alors membre de l'équipe Vendée U, Trofimov s'engage avec l'équipe Bouygues Telecom en 2008. Il ne tarde pas à confirmer les espoirs placés en lui. Dès le début du mois de février, il se classe huitième de sa première course, le Grand Prix d'ouverture La Marseillaise, puis remporte l'Étoile de Bessèges après une victoire d'étape en solitaire. Il enregistre d'autres bons résultats durant les mois suivants au Tour de la Communauté valencienne (12e), au Critérium International (15e) et à la Flèche wallonne (14e). En mai, il prend part au championnat d'Europe de cross-country (24e). Bien qu'il se consacre essentiellement à la route durant cette année, son objectif demeure l'épreuve de cross-country des Jeux olympiques de Pékin. Le mois suivant, il signe un nouveau succès en solitaire lors de la cinquième étape du Critérium du Dauphiné libéré, déposant ses compagnons d'échappée dans le col de Joux Plane, pour résister au groupe des favoris dans la descente vers Morzine. Il se classe également troisième de la 7e et dernière étape, termine deuxième du classement de la montagne et 12e du classement général. En juillet, il participe à son premier Tour de France. Il se classe sixième de la 2e étape à Saint-Brieuc, et abandonne durant la dixième étape.
En 2009, il remporte la deuxième étape du Tour du Pays basque et termine neuvième de Paris-Nice. Il rejoint l'équipe Katusha en 2011.
Leader de la Katusha, il obtient les treizième et dixième places lors des Tours d'Italie 2013 et 2015, ses meilleurs résultats dans un grand tour.
En 2016, il commence une nouvelle saison au sein d'une nouvelle formation, Tinkoff. Il est contrôlé positif au Meldonium en début d'année, mais n'est pas suspendu, car le produit avait été récemment ajouté aux substances interdites. Au mois d'octobre, l'équipe Tinkoff s'arrêtant à l'issue de la saison, il s'engage avec l'équipe continentale professionnelle espagnole Caja Rural-Seguros RGA.
En 2017, en raison de problèmes avec son permis de travail puis son permis de séjour, il ne court aucune épreuve avec l'équipe espagnole. En mai, pour se maintenir de forme, il rentre en Russie pour disputer les Cinq anneaux de Moscou. Il remporte la première étape et le général.

## Palmarès sur route et classements mondiaux

### Palmarès
| - 2005 - Friendship People North-Caucasus Stage Race - 2e du Grand Prix des Fêtes de Coux-et-Bigaroque - 3e du Tour du Finistère - 3e du Tour de Serbie - 3e du championnat de Russie sur route espoirs - 2006 - Paris-Troyes - 2e du Tour du Labourd - 2e de la Route de l'Atlantique - 2e du Trophée de l'Essor - 2e du Grand Prix de Moscou - 2e du Tour de Serbie - 3e du Grand Prix de Sotchi - 2007 - 1re étape des Trois Jours de Vaucluse - Paris-Troyes - Roue tourangelle - Tour du Canton de Saint-Ciers : - Classement général - 1re étape - Classique de Sauveterre - 2e de la Classic Loire-Atlantique - 2e du Grand Prix Mathias Nomblot - 3e du championnat de Russie sur route | - 2008 - Étoile de Bessèges : - Classement général - 3e étape - 5e étape du Critérium du Dauphiné libéré - 2009 - 2e étape du Tour du Pays basque - 2e du championnat de Russie sur route - 3e du Grand Prix d'ouverture La Marseillaise - 3e de l'Étoile de Bessèges - 9e de Paris-Nice - 2011 - 3e du championnat de Russie sur route - 2014 - 4e étape du Critérium du Dauphiné - 8e du Tour du Pays basque - 2015 - Champion de Russie sur route - 10e du Tour d'Italie - 2017 - Cinq anneaux de Moscou : - Classement général - 1re étape |  |

### Résultats sur les grands tours

#### Tour de France
6 participations
- 2008 : abandon (10e étape)
- 2009 : 47e
- 2011 : 30e
- 2012 : 51e
- 2013 : 51e
- 2014 : 14e

#### Tour d'Italie
3 participations
- 2010 : 28e
- 2013 : 13e
- 2015 : 10e

#### Tour d'Espagne
3 participations
- 2011 : 124e
- 2014 : 72e
- 2016 : 35e

### Classements mondiaux
| Année                  | 2005 | 2006 | 2007 | 2008 | 2009 | 2010 | 2011 | 2012 | 2013 | 2014 | 2015 |
| ---------------------- | ---- | ---- | ---- | ---- | ---- | ---- | ---- | ---- | ---- | ---- | ---- |
| Classement ProTour     |      |      |      | 99e  |      |      |      |      |      |      |      |
| Calendrier mondial UCI |      |      |      |      | 132e |      |      |      |      |      |      |
| UCI World Tour         |      |      |      |      |      |      | nc   | nc   | 117e | 86e  | 81e  |
| UCI Europe Tour        | 282e | 76e  | 58e  |      |      | 764e |      |      |      |      |      |

## Palmarès en VTT

### Jeux olympiques
- Pékin 2008
  - 41e du cross-country

### Championnats du monde
- Kaprun 2002
  -  Médaillé d'argent du cross-country juniors
- Livigno 2005
  -  Champion du monde de cross-country espoirs

### Championnats d'Europe
- 2002
  -  Médaillé de bronze du cross-country juniors
- 2005
  -  Médaillé de bronze du cross-country espoirs

### Championnats de Russie
- 2005
  -  Champion de Russie de cross-country